# Passiflora actinia
Passiflora actinia là một loài thực vật có hoa trong họ Lạc tiên. Loài này được Hook. mô tả khoa học đầu tiên năm 1843.